# Wall (South Dakota)
Wall is een plaats (town) in de Amerikaanse staat South Dakota, en valt bestuurlijk gezien onder Pennington County.

## Demografie
Bij de volkstelling in 2000 werd het aantal inwoners vastgesteld op 818.
In 2006 is het aantal inwoners door het United States Census Bureau geschat op 798, een daling van 20 (-2.4%).

## Geografie
Volgens het United States Census Bureau beslaat de plaats een oppervlakte van
5,3 km², waarvan 5,2 km² land en 0,1 km² water. Wall ligt op ongeveer 796 m boven zeeniveau.

## Plaatsen in de nabije omgeving
De onderstaande figuur toont nabijgelegen plaatsen in een straal van 36 km rond Wall.